# Świerk Gigant
Świerk Gigant – świerk pospolity o rozmiarach pomnikowych rosnący w Białowieskim Parku Narodowym, olbrzym świerkowy, jeden z najpotężniejszych świerków polskiej części Puszczy Białowieskiej.
Obecny obwód pnia drzewa na wysokości 130 cm od postawy wynosi 361 cm (według pomiarów z 2007 roku), wysokość drzewa wynosi 48,6 metrów (według pomiarów z 2007). Pod względem obwodu pnia ustępuje tylko Świerkowi Olbrzymowi.
Drzewo wykiełkowało w XIX wieku. Miejsce, w którym rośnie, leży w dobrze zachowanym fragmencie lasu świeżego, z dużym udziałem drzew o rozmiarach pomnikowych. W odległości 80 metrów rośnie olbrzymi dąb oraz grupa potężnych świerków, niewiele ustępujących świerkowi Gigantowi.
Drzewo ma prostą kolumnę i symetryczną koronę, podstawa pnia nie ma beczkowatego kształtu, jak inne olbrzymie świerki, ani żadnych zbędnych narośli.
Żywotność świerka jest dobra, nie ma ubytków w korze.